# Hradec Králové
Hradec Králové (tjeckiskt uttal:[ˈɦradɛt͡s ˈkraːlovɛː] (fil)), tyska: Königgrätz, är en stad i östra Böhmen i Tjeckien, med 92 891 invånare i januari 2016. Staden är belägen vid floden Elbes övre lopp. Hradec Králové är ett viktigt regionalt centrum, som universitetsstad och administrativt centrum för Hradec Králové-regionen, Okres Hradec Králové. Stadens Helgeandskatedral är även säte för en katolsk biskop.

## Geografi
Hradec Králové är beläget i södra utlöparna av Krkonošebergen omkring 240 meter över havet, vid den plats där bifloden Orlice rinner ut i Elbe (tjeckiska: Labe), i sydvästra delen av den administrativa Hradec Králové-regionen. Avståndet till Pardubice är 21 kilometer söderut och Prag ligger 112 kilometer västerut.

## Historia
I närheten av staden stod slaget vid Königgrätz den 3 juli 1866. I slaget, som var den avgörande drabbningen i det tyska enhetskriget, besegrades  Österrike av Preussen.

## Sevärdheter

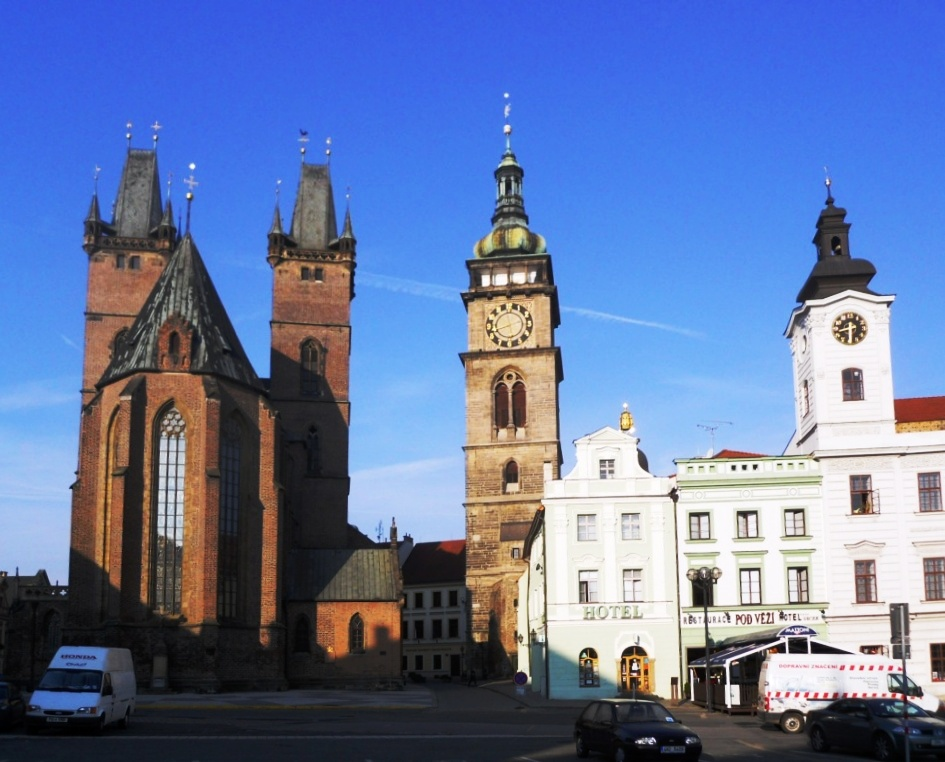
Helgeandskatedralen, Vita tornet och rådhuset.
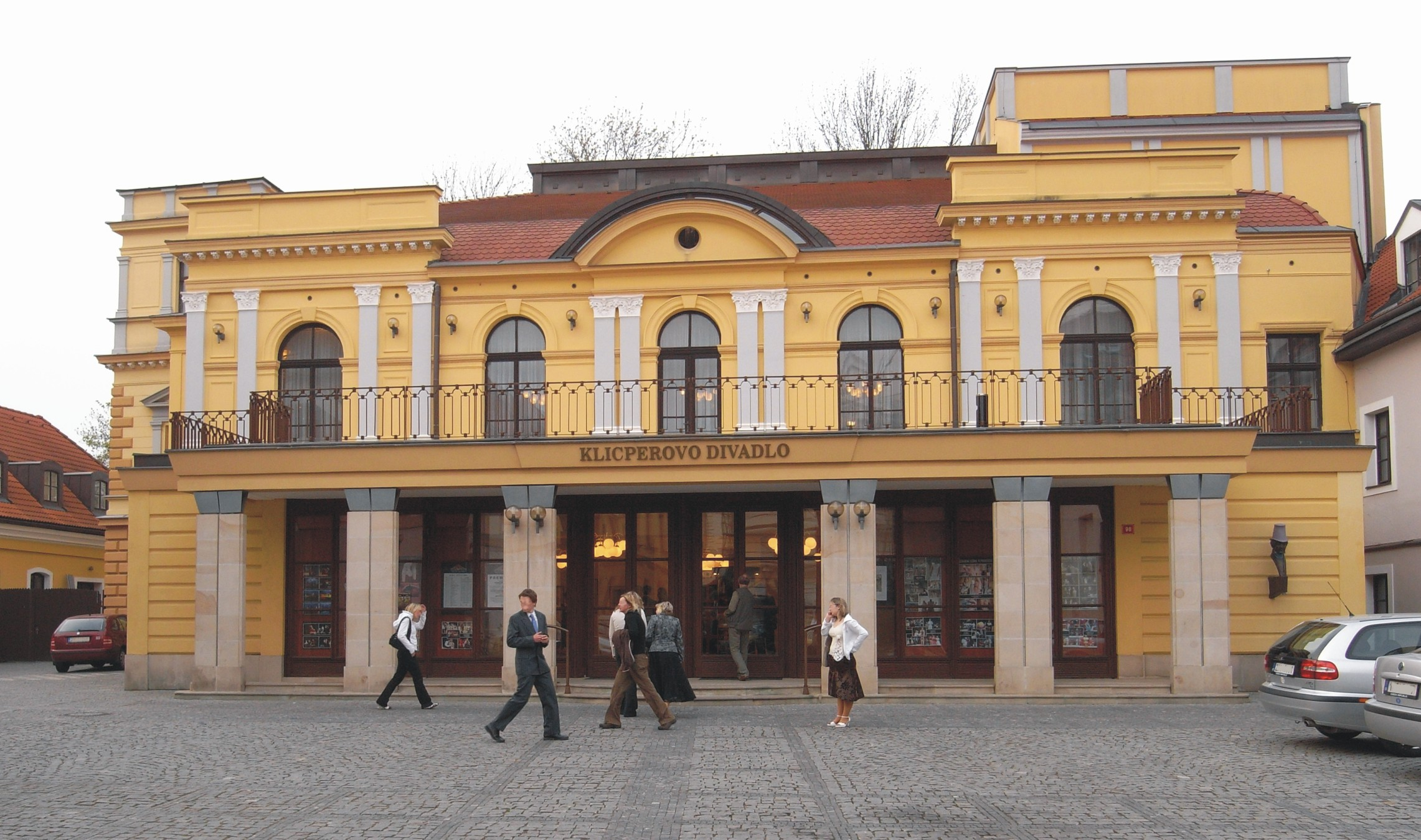
Klicperateatern
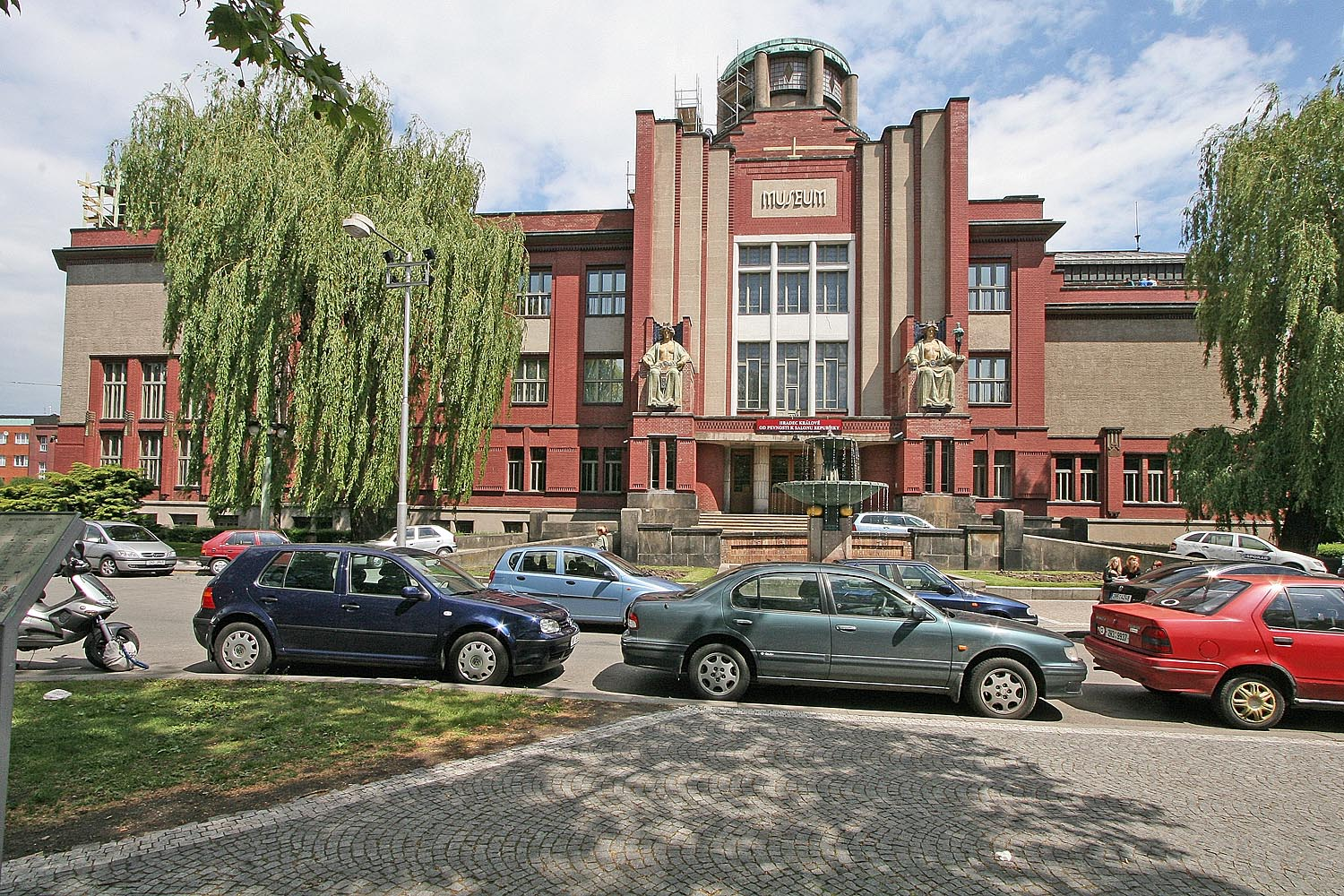
Östra Böhmens museum

- Vid Stora torget (Velké náměstí) ligger:
  - Rådhuset
  - Vita tornet, med S:t Clemenskapellet
  - Helgeandskatedralen
  - Marie Himmelsfärdskyrkan och jesuitkollegiet
  - Mariakolonnen
- Lilla torget med residenset
- F.d. kungliga bryggeriet (idag distriktsförvaltning)
- Jirasekparken vid Elbe och Orlices sammanflöde
- Historiska gränder i den gamla staden
- Klicperateatern
- F.d. prästseminariet (Purkrabský dům)
- Ostböhmens regionmuseum